# Ácido antranílico
Ácido antranílico (ácido o-amino-benzoico, ácido orto-amino-benzoico, ácido 2-aminobenzoico, 2-AA, 2AA ou AA) é o composto orgânico aromático com a fórmula C6H4(NH2)CO2H. Este aminoácido é um sólido branco quando puro, embora amostras comerciais possam ser amareladas. A molécula consiste de um anel benzênico com dois grupos funcionais adjacentes, em posição orto, um ácido carboxílico e um grupo amina. Por causa de estes dois grupos serem polares, este composto orgânico é altamente solúvel em água. Ele também é referido como vitamina L devido a sua atuação como coenzima na produção do leite materno.
O ácido antranílico é biosintetizado do ácido corísmico. É o precursor do aminoácido triptofano via a ligação de uma ribose ao grupo amino.

## Usos
O ácido antranílico é usado como um intermediário (química) para a produção de corantes, pigmentos, e sacarina. Ele e seus ésteres são usados na preparação de perfumes, fármacos e absorvedores de radiação UV assim como inibidores de corrosão para metais e inibidores de bolor em molho de soja.
Ácido antranílico pode ser usado em síntese orgânica para produzir o Bifenileno.

## Descobrimento
Foi descoberto em 1841 por Carl Julius Fritz (1808-1871) por tratamento alcalino do índigo.

## Produção
A produção industrial do ácido antranílico se baseia na oxidação do orto-xileno, por meio de catalisador de óxido de vanádio, primeiramente se obtendo anidrido ftálico. O anidrido tem seu anel heterocíclico rompido pelo tratamento com amônia para formar ftalimida.
C6H4(CO)2O  +  NH3  +  NaOH  →   C6H4(C(O)NH2)CO2Na  +  H2O
A ftalimida é posteriormente tratada com hipoclorito de sódio (hipobromito de bromo também é usado) em meio alcalino visando permitir o rearranjo de Hoffmann.
C6H4(C(O)NH2)CO2Na  +  HOCl   →  C6H4NH2CO2H  +  NaCl  +  CO2
Pode ser fabricado a partir do naftaleno.
Um método relacionado envolve tratar ftalimida com hipobromito de sódio em hidróxido de sódio aquoso, seguido por neutralização. No tempo em que corante índigo era obtido de plantas, obtinha-se degradações para obter ácido antranílico.
Pode ainda, apenas para fins experimentais, pois a reação é bastante enérgica e inviável, ser produzido por uma oxi-redução interna do orto-nitrotolueno em meio alcoólico alcalino. A reação é normalmente entendida como passando pelo intermediário antranil.
O2N-C6H4-CH3 → H2N-C6H4-COOH

## Alguns derivados
- Éster metílico do ácido antranílico (C8H9NO2, CAS: 134-20-3)
- Sal sódico do ácido antranílico (C7H6NNaO2, CAS: 552-37-4)